# Aliseda
Aliseda ist eine westspanische Kleinstadt und eine Gemeinde (municipio) mit 1.724 Einwohnern (Stand: 2024) in der Provinz Cáceres in der Autonomen Gemeinschaft Extremadura.

## Lage
Der Ort Aliseda liegt am Nordrand der maximal ca. 650 m hohen Sierra de San Pedro unweit der Grenze zu Portugal in einer Höhe von annähernd 350 m Die Entfernung zur Provinzhauptstadt Cáceres beträgt knapp 35 km (Fahrtstrecke) in nordöstlicher Richtung; die historisch bedeutsamen Kleinstädte Alcántara und Alburquerque befinden sich ca. 45 km nordwestlich bzw. ca. 38 km südwestlich. Das Klima ist gemäßigt bis warm; Regen (ca. 580 mm/Jahr) fällt hauptsächlich im Winterhalbjahr.

## Bevölkerungsentwicklung
| Jahr      | 1842  | 1900  | 1950  | 2000  | 2017  |
| Einwohner | 1.145 | 1.546 | 4.673 | 2.265 | 1.883 |

Der deutliche Bevölkerungsrückgang in der zweiten Hälfte des 20. Jahrhunderts ist im Wesentlichen auf die Mechanisierung der Landwirtschaft sowie die Aufgabe von bäuerlichen Kleinbetrieben und den damit einhergehenden Verlust an Arbeitsplätzen zurückzuführen.

## Wirtschaft
In der Gegend wird seit der Römerzeit Wein- und Olivenanbau sowie Viehzucht betrieben. Der Anbau von Weizen und anderen Feldfrüchten sowie der Gemüseanbau in den Hausgärten diente früher vorwiegend der Selbstversorgung. Die waldreiche Umgebung des Ortes wird forstwirtschaftlich und als Jagdgebiet genutzt.

## Geschichte
Wie ein Schatzfund (Tesoro de Aliseda) beweist, war die Gegend war schon in der späten Bronzezeit und in vorchristlicher Zeit besiedelt. Römer und Westgoten hinterließen kaum Spuren. Im 8. Jahrhundert überrannten arabisch-berberische Heere die Region, die erst um das Jahr 1230 von Alfons IX. von León für die Christen zurückerobert wurde (reconquista); anschließend erfolgte eine Neu- oder Wiederbesiedlung (repoblación) durch Christen aus dem Norden der Iberischen Halbinsel sowie durch Flüchtlinge aus Andalusien (mudéjares). In der Folgezeit gab es wiederholte kriegerische Auseinandersetzungen mit dem Königreich Portugal, welches das Gebiet für sich beanspruchte. Als Quasi-Grenzstadt profitierte Aliseda noch bis ins 16. Jahrhundert hinein von diversen Steuerbefreiungsprivilegien.

## Sehenswürdigkeiten

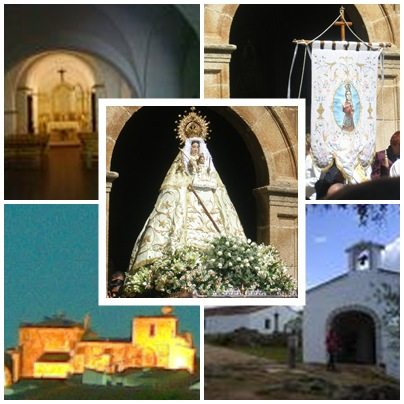
Aliseda – Fotomontage

- Im Ort und seiner näheren Umgebung gibt es mehrere Quellen.
- Bei privaten Grabungen in einem Erdhügel (tumulus) in den Außenbezirken des Ortes wurden im Jahr 1920 mehrere Fundstücke aus Bronze, Eisen, Silber, Gold und Glas entdeckt, die als Schatzfund von Aliseda (Tesoro de Aliseda) bekannt wurden. Von einigen Forschern wird eine Datierung des Schatzfundes in die Zeit um 700 bis 400 v. Chr. postuliert; als mögliche Hersteller werden sowohl die Phönizier als auch die Kultur von Tartessos ins Spiel gebracht. Im Ort befindet sich ein Museum, welches jedoch nur Kopien enthält; die Originale werden heute im Museo Arqueológico Nacional de España in Madrid gezeigt.
- Die mit Ausnahme der Ecksteine aus unbehauenen Bruchsteinen gemauerte Iglesia Nuestra Señora de la Asunción entstammt dem 15./16. Jahrhundert. Die beiden Portale zeigen eindeutig Renaissancecharakter. Das Innere des einschiffigen Kirchenbaus präsentiert zahlreiche sakrale Bilder und Figuren. In der Mitte des Hauptaltars (retablo mayor) befindet sich eine spätgotische Marienfigur mit Jesuskind auf dem Arm.

Umgebung
- Auf einer kargen Anhöhe ungefähr fünf Kilometer südwestlich befindet sich die um das Jahr 1500 erbaute und im 18. Jahrhundert erweiterte Ermita la Virgen del Campo, die alljährlich am 1. Oktober Ziel einer Wallfahrt ist.[5]